# Военный переворот в Литве (1926)

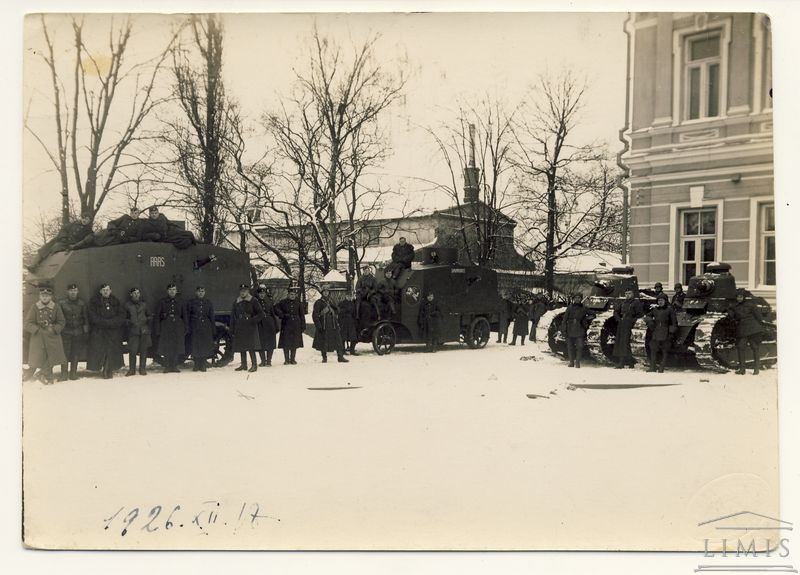
Солдаты Литовской армии 17 декабря 1926 года

Военный переворот в Литве (лит. 1926 m. gruodžio 17 d. perversmas) — государственный переворот в Литве 17 декабря 1926 года, в результате которого власть перешла от демократически избранного левоцентристского правительства Миколаса Слежявичюса к крайне правому правительству во главе с А. Вольдемарасом.
Президент Литвы Казис Гринюс был смещён со своего поста. Через несколько дней после переворота Сейм Литвы избрал новым президентом А. Сметону.
Непосредственными организаторами переворота была группа офицеров во главе с Повиласом Плехавичюсом.

## Предыстория
После третьего раздела Речи Посполитой в 1795 году литовские земли отошли к Российской империи. После Октябрьской революции 1917 года на фоне советско-германских переговоров о мире Литва вновь появилась на политической карте Европы, провозгласив 16 февраля 1918 года свою самостоятельность. Следующие два года ознаменовались войной за независимость, созданием собственных политических институтов и получением международного признания, которое, впрочем, произошло с определённой задержкой. Новообразованной литовской армии пришлось одновременно вести борьбу с большевиками, белогвардейцами и польскими войсками. В октябре 1920 года вспыхнул конфликт вокруг Виленского края, в результате вооружённой операции генерала Люциана Желиговского он отошёл к Польше. Вместе с этим регионом Литва потеряла и свою историческую столицу — Вильнюс, поэтому правительство было вынуждено переехать в Каунас, второй по величине город Литвы.
Учредительный Сейм Литвы, избранный 14-15 апреля 1920 года, в августе 1922 года принял Конституцию. Основной закон сосредоточил в руках однопалатного Сейма широкий объём полномочий, а также утвердил ответственность президента и правительства перед законодательной властью. Одним из самых спорных стал вопрос о роли президента, повлекший длительные дискуссии между представителями правоцентристских и левых партий. Победу в дебатах одержали последние, поэтому полномочия президента были ограничены, а его самого решили выбирать Сеймом, а не путём всенародного голосования. Срок пребывания главы государства в должности ограничили двумя 3-летними каденциями подряд. Исполнительная власть сосредотачивалась в руках правительства во главе с премьер-министром, которого назначал президент. Такая парламентская система, которую исследователи иногда называют «Сеймократией», оказалась не слишком стабильной: с ноября 1918 по декабрь 1926 года в стране сменилось одиннадцать правительств.

## Ход переворота
Переворот произошел 17 декабря 1926 года и был в значительной степени организован военными. Президент Литвы К. Гринюс был смещен со своего поста и взят под домашний арест в день своего 60-летия. Министры кабинета М. Слежявичюса были арестованы. Одновременно аресту подверглось руководство Компартии Литвы. Четыре руководителя Компартии Литвы — Каролис Пожела, Юозас Грейфенбергерис, Раполас Чарнас и Казис Гедрис — были расстреляны через 10 дней. Вместо смещённого военными президента Литвы Казиса Гринюса исполняющим полномочия президента, в соответствии с конституцией, стал председатель Сейма Йонас Стаугайтис.
Однако на следующий день после переворота Йонас Стаугайтис сам ушёл в отставку со всех государственных постов и передал полномочия президента Литвы новому председателю Сейма Александрасу Стульгинскису.
Роль самого А. Сметоны остаётся предметом исторических дискуссий. Переворот осуществил Союз литовских националистов — наиболее консервативная партия Литвы в то время. До 1926 года это была сравнительно новая и незначительная националистическая партия. В 1926 году Литовский национальный союз насчитывал всего около 2000 членов и получил только три места в Сейме в результате парламентских выборов. Литовские христианские демократы, крупнейшая партия в Сейме в то время, пошли на сотрудничество с военными и обеспечили конституционную легитимность переворота. Однако они не получили каких-либо серьёзных постов в новом правительстве. А. Сметона и его партия Литовский национальный союз оставались у власти до 1940 года, когда Литва была оккупирована Советском Союзом.
Оценки декабрьского путча остаются неоднозначными для литовцев, прежде всего потому, что СССР в дальнейшем оправдывал советизацию Литвы «освобождением от фашизма». Вместе с тем, Британская энциклопедия описывает режим Сметоны как авторитарный и националистический, но не фашистский. Сторонники переворота называют его исправлением крайней формы парламентаризма, необходимость которого была вызвана политической незрелостью литовского государства.